# Comuna Rečica ob Savinji
Rečica ob Savinji (Občina Rečica ob Savinji) este o comună din Slovenia, cu o populație de 2.285 de locuitori (2002).

## Localități
Dol-Suha, 
Grušovlje, 
Homec, 
Nizka, 
Poljane, 
Rečica ob Savinji, 
Spodnja Rečica, 
Spodnje Pobrežje, 
Šentjanž, 
Trnovec, 
Varpolje, 
Zgornje Pobrežje.